# Mischa Maisky
Mischa Maisky (łot. Miša Maiskis hebr. ‏מישה מייסקי‎, ur. 10 stycznia 1948 w Rydze) – izraelski wiolonczelista urodzony w ZSRR.

## Życiorys
W 1966 roku otrzymał szóstą nagrodę na Międzynarodowym Konkursie Muzycznym im. Piotra Czajkowskiego. Studiował pod kierunkiem Mstisława Rostropowicza w konserwatorium moskiewskim. Konsekwencją emigracji jego siostry do Izraela w 1969 było aresztowanie Maisky'ego. Pretekstem był zakup magnetofonu za dewizy w sklepie dla cudzoziemców, podczas gdy obywatelom ZSRR zakazane było posiadanie zachodniej waluty. Przez półtora roku pracował jako robotnik budowlany w obozie w Gorkim, po czym, aby uniknąć poboru do wojska, spędził 2 miesiące w klinice psychiatrycznej. W listopadzie 1972 roku udało mu się opuścić ZSRR.
W niedługim czasie zyskał renomę jednego z najwybitniejszych wiolonczelistów na świecie. Występował z najlepszymi orkiestrami. Partnerowało mu wielu pianistów, m.in. Martha Argerich, Radu Lupu, Malcolm Frager, Paweł Giliłow. Jego repertuar jest bardzo szeroki, ale klasyczny – nigdy nie gra muzyki współczesnej, co najwyżej koncerty Prokofjewa i Szostakowicza. Za to chętnie wykonuje i nagrywa utwory nieprzeznaczone na wiolonczelę – na przykład pieśni Brahmsa.
Charakterystyczny jest też jego wizerunek sceniczny, występuje bowiem w dość ekstrawaganckich (jak na konwencje filharmoniczne) strojach.
W Polsce występował wielokrotnie, najczęściej z Orkiestrą Kameralną Polskiego Radia „Amadeus” kierowaną przez Agnieszkę Duczmal.
Gra na instrumencie Montagnana z 1720.